# Родригес, Андронико
Андронико Родригес Ледесма (исп. Andrónico Rodríguez Ledezma; также известный как Энди (исп. Andy); род. 11 ноября 1988, Сакаба, Кочабамба, Боливия) — боливийский активист кокалеро (крестьян-сборщиков коки), политический и профсоюзный деятель, занимающий пост председателя Палаты сенаторов Боливии с 2020 года. Является членом «Движения к социализму» и сенатором от Кочабамбы. Длительная карьера Родригеса в иерархии профсоюза кокалеро включала в себя работу в качестве генерального секретаря «Центра трудящихся 21 сентября» с 2015 по 2016 год и должность исполнительного директора «Федерации Маморе Було Було» с 2016 по 2018 год, а также множество других второстепенных должностей. С 2018 года он занимал должность вице-президента Координационного комитета «Шести федераций тропика Кочабамбы», а с 2019 по 2020 год занимал должность президента организации в отсутствие Эво Моралеса. Является вероятным кандидатом в президенты на выборах 2025 года, получив поддержку Моралеса, который раскритиковал президента Арсе и вице-президента Чокеуанку.

## Биография

### Ранние годы
Происходящий из кечуа, Андронико Родригес родился 11 ноября 1988 года в Сакабе, Кочабамба, вторым младшим из четырёх детей, родившихся у Карлоса Родригеса и Синфоросы Ледесмы. С первого по третий класс Родригес посещал школу Don Bosco de Melga в Сакабе, позже переехав с семьёй в Энтре-Риос в тропиках Кочабамбы, где выращивают коку. Он получил среднее образование в городе, окончив школу José Carrasco в 2006 году и пройдя обязательную военную службу в 33-м пехотном полку. Воспитание Родригеса во многом было обусловлено политической деятельностью его родителей: отец был видным лидером крестьян-производителей кокалеро, а мать работала секретарём протоколов в профсоюзе «Манко Капак» в то время, когда участие женщин в организованном труде было редкостью.
В детстве Родригес сопровождал отца на профсоюзные собрания, освоив стиль руководства производителей коки провинции Чапаре, даже участвуя в забастовках и блокадах, организованных кокалеро против спонсируемых США усилий по искоренению коки в регионе. Опыт Родригеса в этих кругах побудил его получить высшее образование. Он поступил в Университет Сан-Симон (УСС) в Кочабамбе, получив степень в области политологии в 2012 году. Ещё учась в университете, Родригес продолжил свой путь в организованном рабочем движении, став президентом студенческого молодёжного союза УСС. Вскоре после окончания университета он присоединился к «Шести федерациям тропиков Кочабамбы» — крупнейшему синдикату производителей коки в стране — где он занимал пост президента университетского совета управления организации.
В последующие годы Родригес быстро поднялся по карьерной лестнице в руководстве профсоюза кокалеро. В 2013 году он сменил свою мать на посту секретаря профсоюза «Манко Капак», а в 2014 году занял должность секретаря по связям «Центром трудящихся 21 сентября», став в следующем году генеральным секретарём организации. В 2016 году Родригес был избран исполнительным директором «Федерации Маморе Було Було», где он проработал два срока. Как представитель этой организации, Родригес дважды был представлен в качестве кандидата на пост вице-президента Координационного комитета «Шести федераций» во время XIII и XIV съездов организации. В первый раз в 2016 году он набрал 184 голоса, заняв третье место, но в 2018 году он был избран, получив поддержку 1020 делегатов организации. Будучи вице-президентом, Родригес был вторым человеком в команде при Эво Моралесе, который к тому моменту руководил «Шестью федерациями» в качестве её главного лидера более двух десятилетий.
С его вступлением на пост вице-президента «Шести федераций» публичный авторитет Родригеса значительно вырос. Сообщая для Infobae, журналист Туффи Аре отметил, что «с момента его избрания в сентябре 2018 года [Родригес] почти всегда [появляется] справа или слева от Эво Моралеса... молодой персонаж уже является самым доверенным человеком президента в его величайшей цитадели (Чапаре)». Даже когда Родригес принимал участие в третьей попытке переизбрания Моралеса, СМИ уже начали указывать на него как на возможного преемника самого долгого президента страны, а Red UNO даже называла его «наследником» Моралеса. Родригес, со своей стороны, отверг этот ярлык как «монархический», считая себя «частью обновления [боливийского социалистического движения]», но заверяя, что «руководство создаётся; оно не назначается и не принимается указом».

### Политическая карьера

#### Участие в выборах

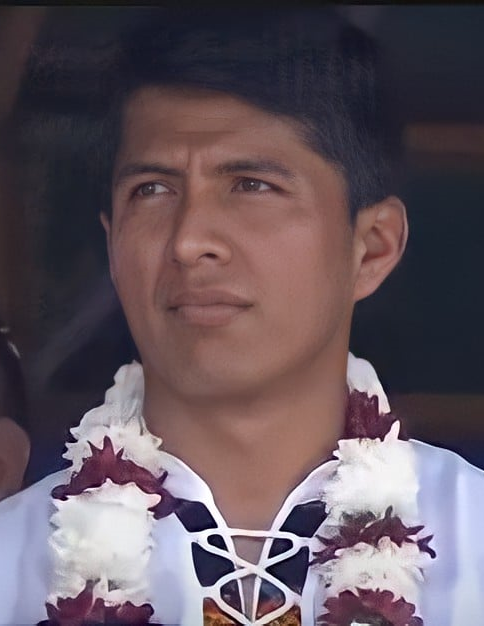
Андронико Родригес в 2019 году.

Родригес сделал свои первые шаги в национальной политике в 2019 году, баллотируясь в Сенат от департамента Кочабамба от партии Моралеса «Движение к социализму» (ДС). Партия легко победила в департаменте, набрав почти шестьдесят процентов голосов избирателей. Несмотря на победу, более широкие обвинения в фальсификации выборов поставили под сомнение общенациональные результаты, вызвав массовые протесты оппозиции, которые привели к отставке Моралеса и его бегству из страны чуть более месяца спустя. В отсутствие Моралеса Родригес оказался во главе «Шести Федераций», должность, которую он использовал для руководства протестами, возглавляемыми кокалеро, против свержения бывшего президента Моралеса. При этом он отверг более радикальные призывы некоторых сторонников «поднять оружие» в мятеже в стиле Че.
С новыми выборами, запланированными на 2020 год, и отстранением Моралеса от участия в них, Родригес быстро стал реальным претендентом на получение номинации ДС на пост президента. Чуть более чем через месяц после отстранения Моралеса представители молодёжного крыла партии в Кочабамбе выдвинули Родригеса в качестве своего кандидата в президенты, а последующий опрос общественного мнения, опубликованный Página Siete, продемонстрировал его лидерство среди других кандидатов от оппозиции. В январе «Пакт единства» — коалиция торговых синдикатов, связанных с ДС — провозгласил бывшего министра иностранных дел Давида Чокеуанку, «товарища аймара», своим предпочтительным кандидатом на пост президента, а Родригеса, «товарища кечуа», представили в качестве его напарника. Однако это предложение было отклонено Моралесом, который посчитал Родригеса «слишком молодым», чтобы занимать эту должность. Вместо этого бывший президент выбрал Луиса Арсе в качестве кандидата на пост президента от ДС, а Чокеуанку — в качестве напарника. Моралес охарактеризовал уход Родригеса как «жертву», которую придётся принести молодёжи ДС.
Хотя Родригес не смог участвовать в президентских выборах, он остался в гонке в качестве кандидата на пост сенатора, заняв третье место в избирательном списке партии. После дисквалификации кандидатуры Моралеса на пост сенатора, Родригес был представлен в качестве возможной замены, что дало бы ему больше шансов выиграть место в случае близких выборов. В конечном итоге, юнионист-кокалеро Леонардо Лоса был выбран на первое место в партийном списке вместо бывшего президента. Тем не менее, убедительная победа ДС в Кочабамбе, даже превзошедшая результаты предыдущего года, гарантировала, что партия выиграла три из четырёх доступных мест в Сенате от департамента.

#### Работа в Сенате

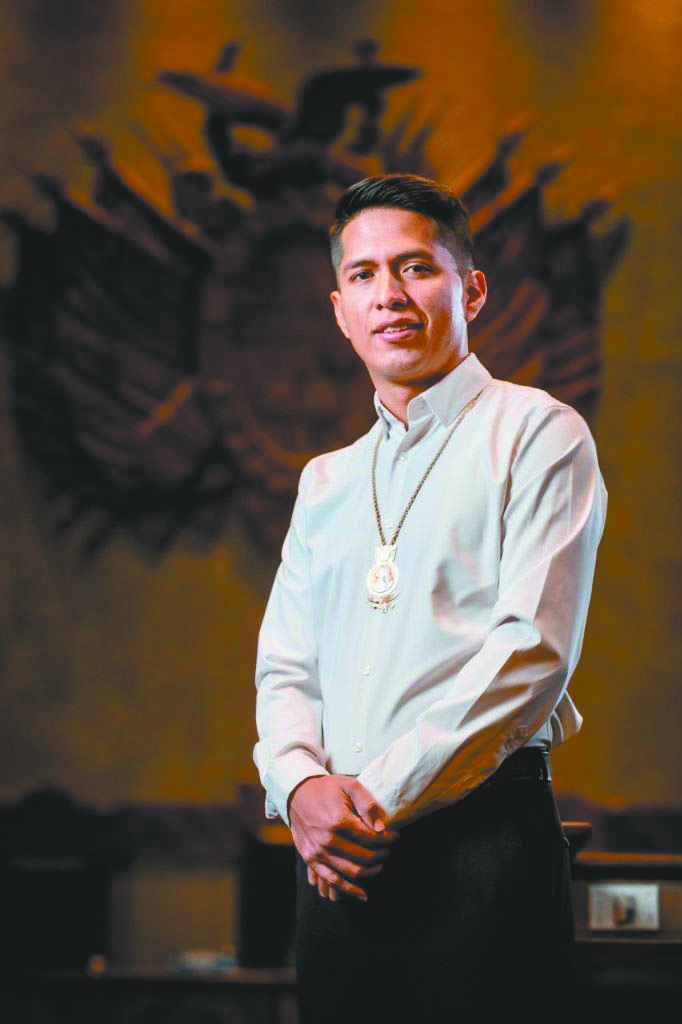
Андронико Родригес в 2023 году.

С возвращением к власти «Движения к социализму» Родригес передал контроль над «Шестью федерациями» Моралесу. Хотя XV Конгресс организации ратифицировал Моралеса и Родригеса, соответственно, в качестве президента и вице-президента «Шести Федераций», внимание Родригеса, как сенатора, переключилось на его работу в законодательном органе. Вскоре после вступления в должность большинство от ДС в Сенате избрало Родригеса на пост председателя, на эту должность он был переизбран с минимальным сопротивлением в 2021 году и лишь с незначительным отпором в 2022 году. Будучи председателем, Родригес стремился продемонстрировать более примирительное отношение по сравнению со временем, когда он был активистом кокалеро, пообещав «[создавать] пространства для диалога и консультаций [с оппозицией], стараясь всегда избегать принятия решений, основанных на мнении большинства и меньшинства». «Мы хотим, чтобы [оппозиция] чувствовала, что её голос также очень важен; мы уважаем их, потому что они — демократически избранные власти и государственные служащие», — заявил Андронико Родригес.
Учитывая их исторические отношения, Родригес оставался стойким приверженцем Эвисты — фракции парламентариев, наиболее тесно связанной с Моралесом — на протяжении всего своего раннего сенаторского срока. Хотя Родригес по-прежнему считается одной из самых доверенных фигур Моралеса как в законодательном органе, так и в движении кокалеро, в последнее время он также был отмечен как новый лидер своего собственного блока Андроникиста, четвертичной фракции в ДС, разделённой внутри на течения Аркиста, Чокеуанкиста и Эвиста, все из которых борются за лидерство в партии.

#### Временный президент
Андронико Родригес дважды становился временным президентом Боливии на время отсутствия в стране президента и вице-президента. 19 сентября 2022 года Родригес был назначен временным президентом страны, так как президент Луис Арсе отправился в Нью-Йорк, чтобы выступить на открытии 77-й сессии Генеральной Ассамблеи Организации Объединенных Наций, а вице-президент Давид Чокеуанка с 16 по 25 сентября находился в поездке по Европе. Второй раз Родригес был назначен временным главой государства 4 декабря 2023 года, когда Арсе принимал участие в саммите МЕРКОСУР в Бразилии, а Чокеуанка находился в Риме в штаб-квартире Продовольственной и сельскохозяйственной организации ООН.